# Uroš Bregar
Uroš Bregar (født. 22. februar 1979) er en slovensk håndboldtræner, som træner Serbiens kvindelandshold.